# Bob Allison
William Robert Allison (Raytown, Misuri, 11 de julio de 1934-Río Verde, Arizona, 9 de abril de 1995), más conocido como Bob Allison, fue un jugador profesional estadounidense de béisbol que se desempeñó en la posición de jardinero derecho en las Grandes Ligas de Béisbol (MLB). Logró obtener el premio Novato del Año.

## Carrera
Allison jugó como profesional trece temporadas en Minnesota Twins (1958-1970), equipo en el que se retiró.

## Premios
En 1959, fue galardonado con el premio Novato del Año.